# 木村守男
木村 守男（きむら もりお、1938年1月24日 - 2023年6月25日）は、日本の政治家。青森県知事（3期）、衆議院議員（4期）、青森県議会議員（3期）などを歴任した。父は衆議院議員を務めた木村文男、長男は元衆議院議員の木村太郎。次男は衆議院議員の木村次郎。

## 来歴・人物
青森県南津軽郡藤崎町出身。東奥義塾高等学校から青森県立浪岡高等学校を経て、1960年、日本大学法学部法律学科を卒業。
1967年から青森県議会議員を3期務め、その間、青森県議会農林常任委員長などを務める。

### 衆議院議員
1977年、新自由クラブ公認で参議院青森県選挙区に立候補するが、落選。1980年、新自由クラブ公認で衆議院青森2区に立候補、初当選する。木村本人も新自由クラブの青森県連代表を務めていたが、同年12月に新自由クラブを離党し1981年、自由民主党に入党し派閥は田中派に所属する。1983年の田中判決選挙には落選したが、1986年の衆参同日選挙ではトップ当選で返り咲く。経世会から、同派分裂に際しては改革フォーラム21に参加する。羽田派メンバーの中では唯一、宮澤内閣不信任決議案に対して欠席という対応をとる。1993年、新生党に参加する。1994年の新進党結党に参加した。
細川内閣では農林政務次官を務めた際、それまでの選挙ではコメの輸入自由化に反対することを公約で表明してきたが、一転輸入自由化を受け入れる側となった。

### 青森県知事
1995年の青森県知事選挙に無所属で立候補し、現職の北村正哉を破り、初当選。1999年、再選。
岩手県、秋田県との連携を強化し北東北三県による広域自治体・経済圏を模索していた。また、1998年3月に六ヶ所村のむつ小川原港への高レベル放射性廃棄物の搬入のため寄港しようとした輸送船の入港を拒否。橋本龍太郎首相と会談し廃棄物の搬入を認めた。

### 不祥事、辞職勧告決議
2003年1月26日の知事選で、民主党･自由党の推薦を受けた弘前学院大学教授の横山北斗らを破り3期目の当選を果たす。
ところがその直後、『週刊新潮』2月6日号に「横山ノックよりエゲツない！3選を飾った木村守男青森県知事の『セクハラ不倫』騒動」と題した記事が掲載される。記事は、木村が生活の窮状を訴える女性から手紙を受けたことをきっかけに、2001年3月に女性宅を訪問して交際を始め、セクハラ行為などをしたと報じた。
木村は事情の説明を求めた県議会と対立。同年2月27日、『週刊新潮』の記事で名誉を傷つけられたとして、発行元の新潮社と記事掲載に関与したと見なした参議院議員田名部匡省（当時、無所属の会所属）を東京地裁に提訴し、2005年まで裁判が続いた。
同年3月7日、県議会で辞職勧告決議が採決される。与党自民党会派も津島派などの大部分が賛成票を投じ、賛成39票・反対9票と79.59%の賛成を得て可決されたが、辞職を拒否。3月18日の法的拘束力がある知事不信任決議案が採決されたが、前回の辞職勧告決議で反対に回った自民党議員（木村派）が再び反対するだけでなく、賛成に回った自民党議員（大島派）が「辞職勧告と不信任は違う」として反対に回り、賛成35票・反対14票で71.43%と不信任可決に必要な75%に満たず僅差で否決された。
同年4月の統一地方選挙で県議会議員選挙が実施され、不信任決議案に反対した議員が多く落選。選挙後の臨時議会で再び不信任決議案が提出され、可決必至の情勢の中、採決の前日に辞意を表明。不信任決議案は結局採決されなかった。5月16日、県知事を辞職した。
2015年10月19日、自身の政治団体の総会で政界からの引退を表明した。
2023年6月25日、老衰のため、藤崎町の病院で死去した。85歳没。死没日付をもって正四位に叙され、旭日重光章を追贈された。